# Paul Kohl
Paul Kohl (né le 12 novembre 1894 à Wilmersdorf et mort le 17 décembre 1959 à Berlin) est un coureur cycliste allemand. Actif dans les années 1910 et 1920, il a notamment été champion d'Allemagne sur route en 1924.

## Palmarès
- 1913
  - Rund um Berlin amateurs
- 1921
  - 2e du championnat d'Allemagne sur route
- 1922
  - Rund um die Hainleite
  - 2e du Tour d'Allemagne
- 1923
  - 3e du championnat d'Allemagne sur route
  - 3e du Tour de Cologne
  - 3e du Tour de Leipzig
- 1924
  -  Champion d'Allemagne sur route
  - Rund um Berlin
  - Tour de Cologne
- 1925
  - Tour de la Hainleite
  - Tour de Cologne
  - 2e du Rund um Berlin
  - 2e du Berlin-Cottbus-Berlin
  - 2e du championnat d'Allemagne de la montagne
  - 3e du championnat d'Allemagne sur route
- 1928
  - Tour de la Hainleite